# Brigitte Basdevant-Gaudemet
Pour les articles homonymes, voir Basdevant et Gaudemet.
Brigitte Basdevant-Gaudemet, née le 29 juin 1947, est une historienne du droit française et une universitaire. Elle est professeure émérite d'histoire du droit à l'université Paris-Sud.

## Biographie
Diplômée de l'Institut d'études politiques de Paris (Section économique et sociale, promotion 1970), docteur en droit (1975) et diplômée de l'École pratique des hautes études (1976). Spécialiste d'histoire du droit canonique et des relations entre les États et les Églises, elle est professeur d'histoire du droit à l'université Paris-Sud. 
Fille du professeur Jean Gaudemet (1908-2001), elle est la sœur du juriste Yves Gaudemet, professeur de droit public à l'université Paris II.

## Publications
- La Commission de décentralisation de 1870 : contribution à l'étude de la décentralisation en France au XIXe siècle, Paris, Presses universitaires de France, coll. « Travaux et recherches de l'Université de droit, d'économie et de sciences sociales de Paris : sciences historiques » (no 5), 1973, 162 p. (BNF 35377991).
- Aux origines de l'état moderne : Charles Loyseau, 1564-1627, théoricien de la puissance publique, Paris, Economica, coll. « Études juridiques : histoire du droit », 1977, IX + 306 (ISBN 2-7178-0092-1).
- Le Jeu concordataire dans la France du XIXe siècle : le clergé devant le Conseil d'État  (préf. Jean Imbert), Paris, Presses universitaires de France, coll. « Histoires » (no 17), 1988, XVI + 298 (ISBN 2-13-041686-1)[5].
- Avec Valérie Goutal-Arnal, Histoire du droit et des institutions, Paris, Librairie générale de droit et de jurisprudence, coll. « Corrigés d'examens », 1997, 245 p. (ISBN 2-275-00106-9).
- Avec Jean Gaudemet, Introduction historique au droit : XIIIe – XXe siècles, Paris, Librairie générale de droit et de jurisprudence, coll. « Manuel », 2000, 468 p. (ISBN 2-275-01929-4).
- Avec Germain Sicard, Les Communes françaises : l'enseignement et les cultes de la fin de l'Ancien régime à nos jours, Paris, Honoré Champion, coll. « Hautes études d'histoire contemporaine » (no 4), 2005, 414 p. (ISBN 2-7453-1268-5).
- Église et Autorités : études d'histoire de droit canonique médiéval, Limoges, Pulim, coll. « Cahiers de l'Institut d'anthropologie juridique » (no 14), 2006, 496 p. (ISBN 2-84287-402-1, présentation en ligne).
- Histoire du droit canonique et des institutions de l'Église latine : XVe – XXe siècle, Paris, Economica, coll. « Corpus : histoire du droit », 2013, XII + 699 (ISBN 978-2-7178-6650-6).
- Les Clercs et les princes. Doctrines et pratiques de l’autorité ecclésiastique à l’époque moderne, Paris, Publications de l’École nationale des chartes, 2013 (Directrice avec Patrick Arabeyre, ouvrage collectif).